# ديبورتيفو سابريسا
ديبورتيفو سابريسا هو نادي كرة قدم في كوستاريكا تأسس في 16 يوليو 1935. يلعب في دوري كوستاريكا لكرة القدم.
أحرز لقب دوري أبطال الكونكاكاف ثلاث مرات. ومن ثم شارك في كأس العالم للأندية 2005 بصفته بطلاً لقارة أمريكا الشمالية واحتل المركز الثالث.

## وصلات خارجية
- الموقع الرسمي